# Asthenargus
Asthenargus Simon & Fage, 1922 è un genere di ragni appartenente alla famiglia Linyphiidae.

## Distribuzione
Delle venti specie oggi note di questo genere, ben tredici sono state rinvenute nella regione paleartica; le altre sette specie sono state reperite in Africa (due, A. brevisetosus e A. linguatulus sono endemiche dell'Angola)
In Italia sono state rinvenute 4 specie: la A. bracianus, a lungo ritenuta un endemismo dell'Italia settentrionale, dal 1976 ne sono stati reperiti esemplari in altre località europee; le altre tre, anch'esse rinvenute nell'Italia settentrionale, sono la A. helveticus, la A. paganus e la A. perforatus

## Tassonomia
Il genere non è un sinonimo posteriore di Jacksonella Millidge, 1951 secondo un lavoro degli aracnologi Merrett, Locket & Millidge del 1985, contra un precedente lavoro dello stesso Millidge del 1977 (vedi anche Neomaso Forster, 1970).
A maggio 2011, si compone di 20 specie:
- Asthenargus bracianus Miller, 1938 — Europa centrale e orientale
- Asthenargus brevisetosus Miller, 1970 — Angola
- Asthenargus carpaticus Weiss, 1998 — Romania
- Asthenargus caucasicus Tanasevitch, 1987 — Russia, Asia Centrale
- Asthenargus conicus Tanasevitch, 2006 — Cina
- Asthenargus edentulus Tanasevitch, 1989 — dal Kazakistan alla Cina
- Asthenargus expallidus Holm, 1962 — Camerun, Congo, Kenya, Tanzania
- Asthenargus helveticus Schenkel, 1936 — dalla Svizzera alla Polonia
- Asthenargus inermis Simon & Fage, 1922 — Africa orientale
- Asthenargus linguatulus Miller, 1970 — Angola
- Asthenargus longispinus (Simon, 1914) — Spagna, Francia
- Asthenargus major Holm, 1962 — Kenya
- Asthenargus marginatus Holm, 1962 — Uganda
- Asthenargus matsudae Saito & Ono, 2001 — Giappone
- Asthenargus myrmecophilus Miller, 1970 — Angola, Nigeria
- Asthenargus niphonius Saito & Ono, 2001 — Giappone
- Asthenargus paganus (Simon, 1884)[4] — Regione paleartica
- Asthenargus perforatus Schenkel, 1929 — Europa
- Asthenargus placidus (Simon, 1884) — Francia, Svizzera
- Asthenargus thaleri Wunderlich, 1983 — Nepal

### Specie trasferite
- Asthenargus sexoculatus (Paik & Yaginuma, 1969); trasferita al genere Jacksonella Millidge, 1951[1].
- Asthenargus simoni (Lessert, 1904); trasferita al genere Trichoncus Simon, 1884.
- Asthenargus tirolensis Schenkel, 1939; trasferita al genere Wiehlenarius Eskov, 1990.